# Gonyec–M 1
A Gonyec–M 1 (oroszul: Гонец-М 1) orosz Gonyec–M típusú polgári célú távközlési műhold.

## Jellemzői
Fejlesztésének, szolgálatba állításának célja, hogy szétválasztva a katonai és polgári távközlési szolgáltatást, lehetővé tegye a nemzeti és nemzetközi kapcsolatok létrehozását.

## Küldetés
Készítette az (NPO) Tudományos Termelési Egyesülés (NPO) (НПО–прикладной механики им. акад. М. Ф. Решетнёва). Üzemeltetője az Orosz Szövetségi Űrügynökség (FKA) (ФКА – Федеральное космическое агентство) vállalata, a ZAO műholdas rendszerkezelő (ЗАО – Спутниковая система – Гонец).
Társműholdja: Koszmosz–2416 az első Sztrela–3M.
Megnevezései: Gonec-D1 13 (Гонец-Д1 13); Gonec-D1M 1 (Гонец-Д1М 1); GRAU-kódja: 17F13M (oroszul: 17Ф13М); COSPAR: 2005-048B; SATCAT kódja: 28909.
2005. december 21-én a Pleszeck űrrepülőtérről, az LC132/1 (LC–Launch Complex) jelű indítóállványról  Koszmosz–3M (11K65M 53727-232) hordozórakétával állították alacsony Föld körüli pályára (LEO = Low-Earth Orbit). Orbitális pályája 114,79 perces, 82,47° hajlásszögű, a geocentrikus pálya perigeuma 1442 kilométer, apogeuma 1450 km volt.
Forgás-stabilizált űreszköz, tengelyébe egy stabilizálórúd lett beépítve. Formája henger, átmérője 0,8 m, hossza 1,6 méter, tömege 280 kilogramm. Szolgálati idejét 5 évre tervezték. Az űreszköz felületét napelemek borították (200 W), éjszakai (földárnyék) energiaellátását újratölthető nikkel–hidrogén (NiH2) akkumulátorok  biztosították. Telemetriai szolgáltatását antennarendszerén keresztül biztosította. A rendszer 12 műholdból áll, 4 szinten.
Feladatai közé tartozik
1. a távoli (elmaradott) területek távközlési infrastruktúrájának létrehozása,
2. elősegíteni a katasztrófavédelmi megelőzést, riasztást, a mentések koordinálását,
3. tovább bővíteni az államigazgatás kommunikációs kapcsolatainak rendszerét,
4. adatszolgáltatás a természeti környezetről (erdők, folyók, tengerek, jég), a környezetszennyezésről (erdő- és pusztai tüzek, árvizek, földrengések), meteorológia állapotáról.